# プライムこうちF
『プライムこうちF』（プライムこうちエフ）は、高知さんさんテレビで毎週金曜の18時09分から19時00分（JST）に生放送されている情報番組である。

## 概要
2018年9月22日まで放送されていた『おちゃのまLive さんスタ!』に代わり、毎週金曜日の夕方に放送されることになった。「さんスタ」の一部出演者が、引き続き出演する。また、前座番組『直撃LIVE グッディ!』（フジテレビ制作）内で、15時35分頃から約10分間（「報道センターからの最新ニュース」と「テラカワのお天気マニア」の時間帯・CM中を除く）、L字画面で当日の本番組の予告が表示されている。なお本番組初回放送開始直前のみ『グッディ!』のMCの安藤優子が番組予告を行った録画映像が流れた。
2019年4月から、フジテレビが夕方枠で新報道番組『イット!』を開始するが、引き続き4月以降も番組名を変更せず、放送が継続される。ただし、番組編成上は15時50分 - 16時50分と18時14分 - 19時に分断される形での放送となり、16時50分 - 18時14分は月 - 木曜日と同様『イット!』の第1部全編および第2部全国ネットパートを単独番組扱いでネットしている。
2020年3月で1部（15時50分 - 16時50分）が終了となり4月からは2部（18時14分 - 19時）のみの放送となった。それと引き換えに『it!』の「ニュース一気見せ まるっと!」およびエンディングのネットを金曜日のみ打ち切った（月曜日から木曜日は従来通り『プライムこうち』に内包扱いでネットを継続）。ただし、2022年9月30日は『イット!』で初代女性メインキャスター・加藤綾子が同日の放送を最後に卒業することもあり、臨時に後続番組との接続をステブレレスとした上で18時58分頃から編成上は当番組のままで再び『イット!』に飛び乗り、加藤の卒業挨拶とエンディングコーナー「ガチャピンと一緒!」をネット受けした（高知さんさんテレビ以外でも同様の対応を取った系列局が複数あった）。
2018年11月1日から毎週木曜20時57分より「明日はプライムこうちF」という事前番組が放送されている。番組MCである玉井・石井アナウンサーのフリートークに続き、翌日の放送内容とお便りのテーマの告知を行っている。OPはスタジオ背景に本放送と同じCGを使用している。
2020年4月10日からは当分の間コロナ関連のニュースをメインで放送していたため「三山ひろしのさんさん歩」など通常コーナーは休止し、また同社1階のさんさんスタジオからの生放送ではなく報道スタジオからの放送となっていたが、コロナ禍収束後の2023年4月頃より通常の内容に復した。また2020年5月15日放送分は『Live News it!』第2部が18時48分前後までの放送になり、高知からのニュースはそれからの放送となった。

## 出演者

### 司会者
- 玉井新平（さんさんテレビアナウンサー）
- 川辺世里奈（さんさんテレビアナウンサー）(2023年4月3日 - )

### 準レギュラー
- 三山ひろし
- 石井愛子（さんさんテレビアナウンサー）※三山ひろしのさんさん歩担当、三山とともにVTR出演
- ジャアバーボンズ（JaaBourBonz）
- 筒井啓文

### 過去の出演者
- 藤尾悠（当時さんさんテレビアナウンサー）
- 正木麻由（当時さんさんテレビアナウンサー）
- 中村安里（当時さんさんテレビアナウンサー）

## タイムテーブル

### 2020年4月 -
- 18時09分 オープニング
- 18時16分 高知ローカルニュース
- 18時30分 三山ひろしのさんさん歩
- 18時42分 県内天気予報
- 18時45分 プレゼント紹介・さんのすけナビ(番宣コーナー)
- 18時50分 PRIME いっしゅうかん
- 18時58分 エンディング

### 2019年4月 - 2020年3月
- 15時50分 オープニング
- 16時45分 お便り紹介・第2部予告
- 16時50分 第1部終了、ステブレレスで『Live News it!』に接続
- 18時14分 第2部オープニング
- 18時16分 高知ローカルニュース
- 18時35分 県内天気予報
- 18時43分 エンディング
- 18時45分 ローカルパート終了、内包番組『知っとく高知県』を放送
- 18時50分 フジテレビから『Live News it!・第2部』のコーナー「ニュース一気見せ まるっと!」を同時ネット
- 19時 番組終了

## 主なコーナー
三山ひろしのさんさん歩
三山と石井が県内の様々なスポットを散歩する。コーナーの出囃子はドリーミングの「サンサンたいそう」。コーナーで放送された一部回数はFODで2021年4月30日から配信されている。
ツイセキ!
高知の人やものを追跡するコーナー。
キンコンカンコン
「サタマガ」で放送していた企画の復活。ジャアバーボンズが高知県内の学校を取材し、面白い生徒や先生、授業や部活を紹介するコーナー。
悠遊LIVE
遠藤圭介アナウンサーと田村優介アナウンサーが県内各地から旬な話題を中継するコーナー。
PRIME いっしゅうかん
県内で起こった1週間のニュースを振り返るコーナー。
キッチンF
山崎晴香リポーターが、料理家と共に料理を作るコーナー。
ぐるグル
「さんスタ」の「ブログるグルメ」の後継企画。高知県内にいるブロガーと石井愛子アナウンサーが紹介するグルメコーナー。